# Grafmonument van P.W. Janssen
Het grafmonument van P.W. Janssen op begraafplaats Zorgvlied in de Nederlandse stad Amsterdam is een rijksmonument.

## Achtergrond
Peter Wilhelm Janssen (1821-1903) was een uit Duitsland afkomstige ondernemer en filantroop. In 1865 liet hij zich tot Nederlander naturaliseren. Hij was een van de oprichters van de Deli Maatschappij. Janssen was getrouwd met Folmina Margaretha Peters (1836-1919).

## Beschrijving
Het grafmonument, uit het begin van de 20e eeuw, is opgericht in rood graniet. In het hoge, halfronde middendeel is een bronzen portretreliëf aangebracht van P.W. Janssen, met daaronder een lauwerkrans, waar een  palmtak doorheen steekt. Aan weerszijden zijn urnen geplaatst. In de steen zijn de namen van de overledenen te lezen en de spreuk 

Thue recht und scheue niemand

Het basement en het bronzen reliëf zijn gesigneerd door H. Rautsche uit Parijs, de laatste met datering 1906. Naast het graf is een granieten bank geplaatst.

## Waardering
Het grafmonument (grafnr. O-I-225) werd in 2008 in het Monumentenregister opgenomen vanwege het "algemeen belang wegens cultuur- en funerair-historische waarde".